# František de Paula Gundakar z Colloreda-Mannsfeldu
František de Paula Gundakar I. kníže z Colloreda-Mannsfeldu (německy Franz de Paula Gundaker I, Fürst von Colloredo-Waldsee-Mels-Man(n)sfeld, 28. května 1731, Vídeň – 27. října 1807 tamtéž) byl rakouský diplomat a poslední císařský vicekancléř Svaté říše římské. Pocházel z česko-rakouského šlechtického rodu Colloredů.

## Životopis
František Gundaker se narodil ve Vídni jako syn rakouského vicekancléře Rudolfa Josefa z Colloreda-Waldsee. Jedním z Františkových bratrů byl také salcburský arcibiskup Jeroným z Colloreda, který u svého dvora zaměstnával Wolfganga Amadea Mozarta.
Svým vzděláním se zaměřoval na diplomatickou kariéru. V roce 1753 byl jmenován říšským dvorním radou a později byl císařem vysílán na diplomatické mise. Bylo mu svěřeno zejména zastupování císařských zájmů ve volbách říšských církevních knížat.
V roce 1760 byl zvláštním vyslancem císaře u francouzského dvora, aby zde připravil sňatek arcivévody Josefa s infantkou Isabelou Parmskou. V roce 1764 zpravil Marii Terezii o zvolení jejího syna Josefa II. ve Frankfurtu římským králem.
V roce 1766 byl jmenován tajným radou a v letech 1767–1770 byl velvyslancem ve Španělsku a poté se stal prvním císařským komisařem při návštěvě říšského komorního soudu ve Wetzlaru.
Jako nástupce svého otce ve funkci říšského vicekancléře v roce 1789, již nebyl schopen zastavit rozpad Svaté říše římské. Ta zanikla v roce 1806 a s ní také funkce vicekancléře.

## Majetek
Po smrti otce Rudolfa Josefa, I. knížete z Colloreda-Waldsee a Melsu převzal v roce 1788 rodová panství v Čechách a Rakousku (Staatz-Siebenhirten-Sierndorf). Rakouská zeměpanská léna Staatz-Siebenhirten mu pro jeho osobu, jeho dědice a pro jeho v té době již zemřelé strýce Antona, Filipa a Karla potvrdil císař František II. listinou ze dne 18. září 1795.
Na základě uděleného souhlasu z 23. srpna 1805 prodal František de Paula Gundakar dolnorakouská panství Staaz a Siebenhirten svému nejmladšímu synovi hraběti Ferdinandovi z Colloredo-Mannsfeldu. České majetky a dolnorakouské panství Sierndorf přešlo na syna 3. knížete Rudolfa Josefa II. z Colloredo-Mannsfeldu, hraběte z Waldsee, vikomta z Melsu, markraběte ze St. Sofie, pána na Opočně, Dobříši a Doupově.

## Rodina
V roce 1771 se František oženil s Marií Isabelou z Mannsfeldu, dcerou knížete Jindřicha Františka II. Mannsfeld z Fondi, vnučkou Jindřicha Františka I. Mansfelda z Fondi. Protože Jindřich František II. neměl mužské potomky, jména a erby obou rodů byly po jeho smrti sloučeny. Z tohoto manželství měl tři syny a dvě dcery. Mezi jeho dětmi byl Jeroným z Colloredo-Mansfeldu, který dosáhl hodnosti poručíka-polního maršála, dále diplomat a politik Ferdinand z Colloredo-Mannsfeldu a první vrchní hofmistr Rudolf z Colloredo-Mannsfeldu.
- 1. Rudolf Josef (16. 4. 1772 Vídeň – 28. 12. 1843 tamtéž), kníže Colloredo-Mannsfeld, nejvyšší maršálek císařského dvora 1828–1834, nejvyšší hofmistr císařského dvora 1835–1843, vlastník panství Opočno, Dobříš a Sierndorf (Dolní Rakousy), manž. 1792 hraběnka Marie Filipína z Oettingenu (18. 5. 1776 – 18. 3. 1842 Vídeň)
- 2. Marie Gabriela (3. 9. 1773 Vídeň – 9. 3. 1788 tamtéž)
- 3. Marie Jindřiška (3. 9. 1773 Vídeň – 8. 3. 1814 tamtéž), manž. 1794 Emmerich hrabě von und zu Eltz (22. 3. 1765 – 21. 12. 1844 Vídeň), c. k. tajný rada, komoří, velvyslanec ve Španělsku
- 4. Jeroným Karel (30. 3. 1775 Wetzlar – 23. 7. 1822 Vídeň), hrabě von Colloredo-Mannsfeld, polní zbrojmistr, manž. 1802 Vilemína z Waldstein-Wartenbergu (9. 8. 1775 Vídeň – 2. 2. 1840 Choceň)
- 5. Ferdinand Josef (30. 7. 1777 Vídeň – 10. 12. 1848 zámek Stiebar, Gresten, Dolní Rakousy), hrabě z Colloreda-Mannsfeldu, komandér rakouského císařského Leopoldova řádu, c. k. komoří, major v armádě a majitel dolnorakouského panství Staatz, Siebenhirten a dvora Rothensee, I. manž. 1810 Marie Markéta ze Ziegleru (10. 4. 1779 Bern – 23. 4. 1840 Vídeň), II. manž. 1842 Emílie z Metzburgu (22. 8. 1807 – 24. 9. 1856)

Roku 1797 se kníže Colloredo-Mannsfeld oženil podruhé, tentokrát s Marií Josefou ze Schrattenbachu, dvojnásobnou vdovou (po hraběti Guidobaldovi z Ditrichštejna a hraběti Janu Josefovi z Khevenhüller-Metsche.